# Adrie Zwartepoorte
Adriaan "Adrie" Zwartepoorte (18 de fevereiro de 1917 — 24 de março de 1991) foi um ciclista holandês, que participava em competições de ciclismo de pista. Competiu representando os Países Baixos na perseguição por equipes de 4 km nos Jogos Olímpicos de Berlim 1936.